# 竹内照明
竹内 照明（たけうち てるあき、1960年〈昭和35年〉2月19日 - ）は、日本のヤクザ。特定抗争指定暴力団・六代目山口組若頭。また、傘下組織で愛知県を本拠地とする三代目弘道会会長。
六代目山口組二代目弘道会若頭だった2006年に、指定暴力団・六代目稲川会内堀和也会長（当時 稲川会理事長補佐 二代目山川一家若頭）と五分の兄弟分になった。
山口組七代目の有力候補とされる構成員である

## 来歴

### 初期の活動
1960年（昭和35年）、三重県に出生。10代から地元を拠点に不良として活動し、20歳で愛知県内の独立組織に渡世入りする。その後、所属組織の当代の兄弟分であった山口組系弘田組菱心会理事長・髙山清司と出会ったことが縁で、菱心会に移籍する。
弘道会菱心会所属時に山一抗争が勃発。1985年（昭和60年）2月、菱心会組員数人と共謀し一和会傘下の後藤組若頭・吉田清澄を拉致監禁し、暴行を加える。竹内らの狙いは後藤組の解散であり、後藤組組長の後藤栄治に対し、吉田の命の保証を交換条件に後藤組の解散を促す。後藤はすぐさま所轄の三重県警津警察署に後藤組の解散を宣言し、山口組総本部にも詫び状を送付した。その後、竹内は事件の首謀として起訴され、数年間に渡り服役する。

### 弘道会幹部時代
髙山清司の「子分中の子分」とされ、多忙な髙山の側近として職務を補佐し続ける。1993年（平成5年）には弘道会傘下髙山組の若頭に就任し、2005年（平成17年）に髙山が弘道会二代目を継承すると、竹内は二代目髙山組組長となり、弘道会の直参へ昇格する。
2006年（平成18年）10月、二代目弘道会若頭を務めていた頃に髙山の後見のもと、稲川会二代目山川一家若頭の内堀和也と五分義兄弟盃を交わす。

### 山口組直参昇格後
2013年（平成25年）10月、恐喝事件で懲役6年の有罪判決が確定した髙山から弘道会の跡目を譲られる。これに伴い六代目山口組の直参に昇格した。
2015年（平成27年）4月には六代目山口組幹部、6月には若頭補佐兼中部ブロック長に就任した。この人事は、六代目体制のみならず七代目、八代目世代の山口組組織運営の基盤固めを意味するといわれる。
2025年（令和7年）4月18日、六代目山口組若頭に昇格する。それに伴い、20年に渡り若頭を務めてきた髙山は新設ポストの相談役ならびに副組長{{要出典}}に就任した。
2025年4月下旬、竹内が務めていた中部ブロック長・東海ブロック長（兼任）に、若頭補佐の山下昇（極粋会会長）が大阪北ブロックから中部・東海ブロックに転籍し就任。
2025年5月23日、合田一家新井鐘吉若頭（五代目小桜組組長）の八代目襲名の盃儀式で、後見人を六代目山口組若頭になった竹内が、取持人を六代目共政会荒瀬進会長が務めた。竹内にとって若頭として初の後見人となった。

## 法規命令
2015年4月21日、アメリカ財務省外国資産管理室（OFAC）は、竹内を国外の著しい犯罪組織とその支持者と認定し、国際緊急経済権限法・大統領令13581号に基づき金融制裁の対象に加えたと発表した。
OFACは、竹内率いる弘道会も同時に金融制裁の対象に加えており、山口組内でも極めて暴力的で且つ組の運営に強い影響力を及ぼしていると指摘し、アメリカ合衆国の司法権が及ぶ範囲の資産凍結、アメリカ人との取引を禁止する制裁対象とした。

## 使用者責任訴訟
2021年10月4日、5都道府県に在住する女性6人が、山口組系弘道会組員による特殊詐欺事件の被害に遭ったとして、当該事件の実行犯と弘道会会長の竹内、上部団体の山口組組長の司忍を含めた計4人に対して、賠償を求める訴訟を東京地裁に提起した。
請求額は約1,340万円であり、特殊詐欺事件に関して竹内の使用者責任が問われる訴訟は初となる。